# Église Notre-Dame de Roubaix
L'église Notre-Dame est une ancienne église catholique de Roubaix  dans le département du Nord, inscrite à la liste supplémentaire des monuments historiques, le 3 octobre 1983. Dédiée à Notre-Dame, elle a été désaffectée au culte en 1983. La municipalité l'a louée comme salle de banquets à un traiteur roubaisien, de 1992 à 2011.

## Histoire et description
Cette église de briques néo-classique a été érigée de 1842 à 1844 selon les plans d'Achille Dewarlez, architecte de la ville, et consacrée en 1846. En effet l'église historique Saint-Martin, située à 500 mètres à vol d'oiseau n'était plus d'une capacité suffisante à cause de l'afflux de main d'œuvre à Roubaix dans le secteur des filatures qui commençait à se déployer. Il fallait donner une nouvelle église à la population roubaisienne, fortement attachée à la religion catholique (jusque dans les années 1970). La nouvelle église peut accueillir jusqu'à trois mille fidèles. Elle est érigée en paroisse indépendante en 1849 et celle-ci est définitivement fixée par décret en 1852 ; elle dessert vingt neuf mille paroissiens quarante ans plus tard. En 1893, elle compte un curé qui n'est pas moins assisté de cinq vicaires ! À cause de la baisse constante de la pratique catholique démarrée dans la décennie post-conciliaire et du coût de réfection et d'entretien, la commune propriétaire des lieux l'a désaffectée en 1983 avec l'accord de l'affectataire (le diocèse de Lille) qui a préféré garder l'église Saint-Martin, plus petite. L'église est inscrite in extremis aux Monuments historiques, ce qui lui évite la démolition. Cependant la mairie qui a dépensé dix millions d'euros pour la restauration du conservatoire de Roubaix n'a pas trouvé 800 000 euros pour la réfection de la toiture de cette église. Elle est depuis lors dans un état alarmant.
Elle présente une façade de pierre calcaire à deux niveaux dont le niveau supérieur montre un fronton à la grecque soutenu de quatre colonnes ioniques avec une fenêtre au milieu encadrée d'une statue dans une niche de chaque côté. C'est une église sans transept à longue nef avec deux bas-côtés. Elle est surmontée d'un clocher de briques dont la flèche n'a pas eu le temps d'être installée. Les vitraux sont du maître-verrier parisien Claudius Lavergne et réalisés par Girodon. Elle possède un orgue de Pierre-Alexandre Ducroquet (auteur des grandes orgues de l'église Saint-Eustache de Paris), cinquième de France en termes de dimension, qui a obtenu une médaille d'or à l'exposition universelle de Paris de 1855 (acheté pour 35 000 francs de l'époque) et qui a été posé dans l'église en 1856. L'orgue de Notre-Dame de Roubaix compte vingt-huit registres sur trois claviers à mains et d'un clavier à pédales. Il a été restauré en 1876. Il a été démonté en 1996. La partie instrumentale de l'orgue et le buffet d'orgue sont également inscrits aux monuments historiques, ainsi que la chaire à double escalier et divers objets liturgiques (un ostensoir, deux calices, quelques ciboires - dont un émaillé - et patènes, etc.).